# Banda Cuisillos
La Banda Cuisillos, también conocida como Banda Cuisillos de Arturo Macías, es una agrupación de música regional mexicana fundada en el año 1987 por Arturo Macías en la ciudad de Cuisillos, Jalisco, México. Grabaron su primera producción discográfica a comienzos de la década de los años 1990, y en el año 2002, Rogelio Torres González  es el cantante  principal desde 1988 hasta fecha. Con la interpretación de 'Cartas Marcadas'  de su vocalista  Rogelio Torres, ganaron su primer Grammy Latino en la categoría de mejor álbum de música banda. Hasta el momento, han conseguido hasta la fecha tres nominaciones a los Premios Grammy.

## Historia
La Banda Cuisillos nació en 1987 gracias a una iniciativa del clarinetista Arturo Macías. Enmarcados en el género de la música regional mexicana y vestidos con atuendos característicos de los nativos de su región, la agrupación empezó a participar en desfiles y diversos eventos festivos antes de grabar su primer disco a comienzos de los años 1990, titulado Tengo una novia.
Tras grabar algunos álbumes con las discográficas Musart y Fonovisa, en el álbum de 1998 Acuérdate de mi decidieron integrar instrumentos eléctricos a su sonido tradicional. Comenzando el nuevo milenio lograron éxito en su país con el disco Hasta la eternidad, el cual consiguió estatus de platino. En 2002 ganaron el Premio Grammy Latino por el álbum Puras rancheras con Cuisillos, en la categoría de mejor álbum de música banda. En los años siguientes, llegarían nuevas nominaciones en la misma categoría, y tres nominaciones en los Premios Grammy por los álbumes Caricias compradas, Vive y déjame vivir y Amor gitano.
En octubre de 2017, uno de los vocalistas de la agrupación, Francisco Ernesto Ruiz, fue asesinado en Guadalajara. Individuos entraron a su domicilio y tras un forcejeo recibió varios disparos.
Tras la pandemia de COVID-19, la agrupación retomó sus giras a nivel nacional y en el extranjero.
En 2020 hace colaboración con La Inolvidable Banda Agua De La Llave sacando el tema Aunque Tengas La Razón del album Tequila Doble 

## Discografía
- Tengo mi novia en Cuisillos (1990)
- 15 Super Éxitos (1992)
- El perro aguayo (1993)
- Las mil y una noches (1994)
- Déjate llevar (1995)
- Como sufro (1996)
- Te amo (1997)
- Acuérdate de mí (1998)
- A veces lloro (1999)
- Hasta la eternidad (1999)
- Despertando una leyenda (2000)
- Puras rancheras (2001)
- Nuevos horizontes (2001)
- Homenaje a Joan Sebastián (2002)
- No voy a llorar (2002)
- Corazón (2003)
- Mas allá de la nada (2004)
- Luz y vida del nuevo milenio (2004)
- El concierto del amor (2005)
- Descontrolado (2005)
- Rancherísimo (2005)
- Amor Gitano (2006)
- Mil heridas (2007)
- Vive y déjame vivir (2008)
- Vientos de cambio (2009)
- Caricias compradas (2010)
- Para siempre (2011)
- Fin y principio de una era (2012)
- Te esperaré (2014)
- Siempre amor (2014)
- Siempre románticos (2015)
- Dos botellas (2016)
- Mexicanísimo (2019)
- Desde el Auditorio Telmex (2022)
- Por Que Te Vas Ft. Los Falcons (2023)